# Winston Holmes
Winston Holmes (* 10. August 1879; † 6. Dezember 1946) war ein US-amerikanischer Country-Blues-Sänger sowie Musikpromoter und -produzent im Bereich des Blues und Jazz, der in Kansas City aktiv war.

## Leben und Wirken
Holmes arbeitete zunächst im Vaudeville, als Preisboxer und als Klavierstimmer für die Starr Piano Company, dann als Sänger und Geschäftsführer eines Musikladens in Kansas City, die Winston Holmes Music Company. 1925 gründete er das Plattenlabel Meritt, auf dem 78er der Bluesmusiker Hattie McDaniel, des Bandleaders George E. Lee sowie von Lena und Sylvester Kimbrough erschienen, aber auch religiöse Musik von Reverend Gatewood. Andere Label nutzten sein Studio, um in Kansas City aufzunehmen.  Holmes presste jeweils lediglich 400 Exemplare  und verkaufte die Meritt-Platten für 75 Cents in seinem Laden in der  18th Street. Meritt bestand bis 1929 und war vor den 1940er-Jahren das einzige Label in afroamerikanischem Besitz außerhalb der großen Metropolen. Holmes selbst nahm unter eigenem Namen 1924 in Kansas City und später für Paramount auf. und arbeitete in den 1920er-Jahren u. a. mit dem Gitarristen Charlie Turner („Death of Holmes’ Mule“), Millus Pruett und Lottie Kimbrough („Wayward Girl Blues“). 1923 vermittelte er Bennie Moten einen Plattenvertrag bei Okeh Records.

## Diskographische Hinweise
- Lottie Kimbrough and Winston Holmes: Kansas City Blues (Document Records, 1993)